# Betão (conde)
Betão (em latim: Betto) foi um oficial franco do século VI, ativo durante o reinado de Teodorico II (r. 595–613). Era um dos três condes enviados por Bruniquilda e Teodorico para prender o bispo Desidério de Viena em 607. Talvez pode ser identificado com o oficial Beto ativo anos antes.